# بان زلان سفلي (مقاطعة دالاهو)
بان‌زلان سفلي (بالفارسية: بان‌زلان سفلی) هي قرية تقع في كرمانشاه في إيران. يقدر عدد سكانها بـ 48 نسمة .